# Степківська сільська рада (Таращанський район)
| Степківська сільська рада — колишній орган місцевого самоврядування у Таращанському районі Київської області з адміністративним центром у с. Степок. Сільській раді підпорядковані населені пункти: - с. Степок - с. Бовкун |

## Склад ради
Рада складається з 15 депутатів та голови.

### Керівний склад ради
| ПІБ                            | Основні відомості                                                                       | Дата обрання | Дата звільнення |
| ------------------------------ | --------------------------------------------------------------------------------------- | ------------ | --------------- |
| Нечипоренко Олександр Іванович | Сільський голова, 1963 року народження, освіта, член Соціалістичної партії України      | 26.03.2006   | 31.10.2010      |
| Нечипоренко Олександр Іванович | Сільський голова, 1963 року народження, освіта середня спеціальна, член Партії регіонів | 31.10.2010   |                 |

Примітка: таблиця складена за даними джерела